# 卡納克峰
79°16′S 158°30′E / 79.267°S 158.500°E
卡納克峰（英語：Kanak Peak）是南極洲的山峰，位於奧次地，處於格尼韋克山西北面11公里，海拔高度2,410米，美國地質調查局根據測量和該國海軍的空中照片繪入地圖，現時由南極條約體系管理。